# Mark (Somerset)
Mark is een civil parish in het bestuurlijke gebied Sedgemoor, in het Engelse graafschap Somerset met 1478 inwoners.